# 3129 Bonestell
3129 Bonestell è un asteroide della fascia principale. Scoperto nel 1979, presenta un'orbita caratterizzata da un semiasse maggiore pari a 2,6990432 au e da un'eccentricità di 0,2145513, inclinata di 6,92399° rispetto all'eclittica.
L'asteroide è dedicato all'illustratore statunitense Chesley Bonestell.